# Tourismus im Kanton Thurgau

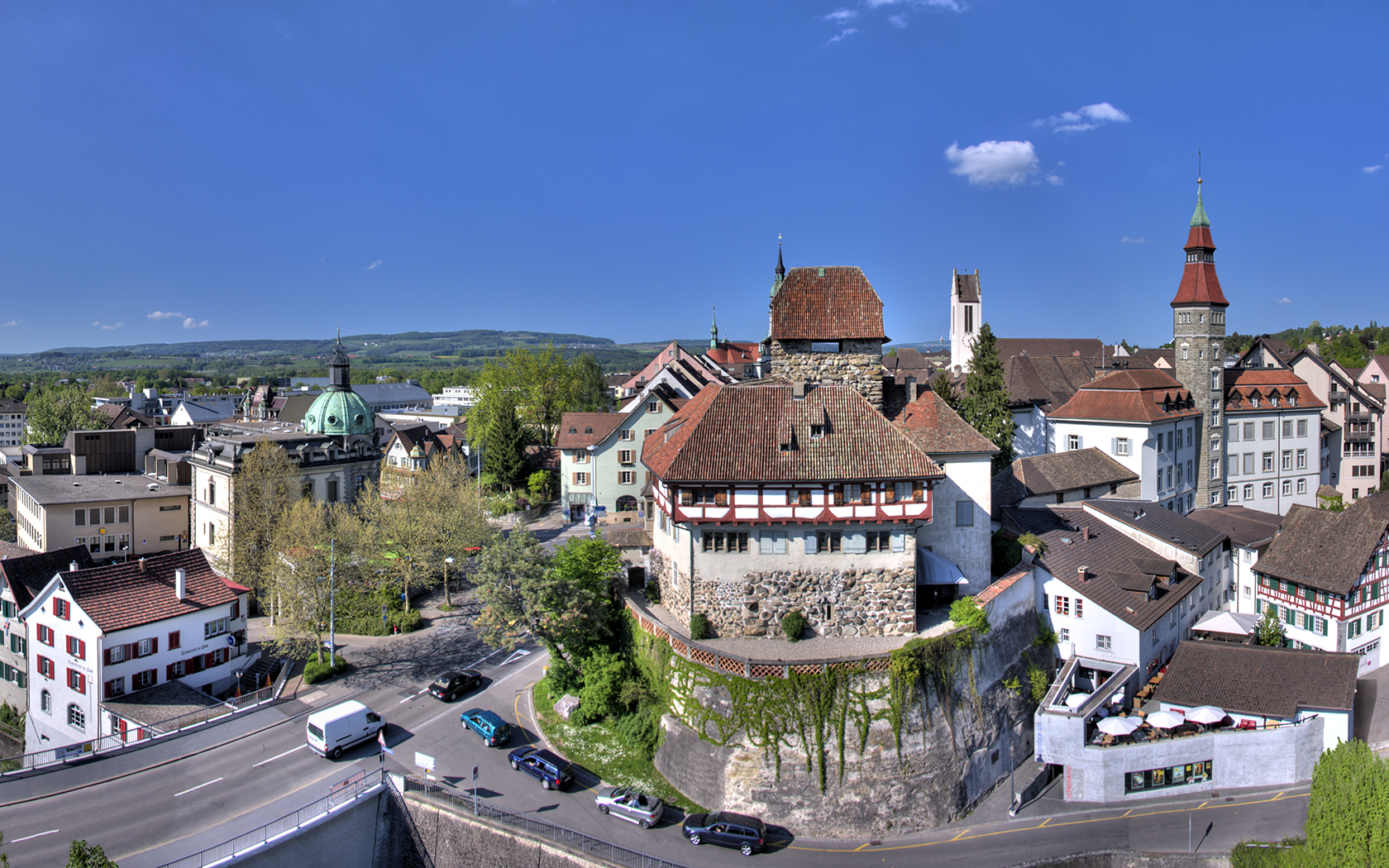
Altstadt der Kantonshauptstadt Frauenfeld mit Schloss

Beim Tourismus im Kanton Thurgau handelt es sich um einen Wirtschaftszweig des Schweizer Kantons Thurgau.
Als Schwerpunkte des Thurgauer Tourismus gelten die Landschaft sowie kulturelle und historische Sehenswürdigkeiten und Denkmäler wie zum Beispiel Klöster, Schlösser und Museen. Gefördert wird der Tourismus durch Wander- und Velowege und einer guten Infrastruktur, begünstigt durch die geografische Lage am Südufer des Bodensees.
Für den Kanton Thurgau ist der Tourismus ein wichtiger Wirtschaftszweig. 2016 zählte der Kanton 418'000 Übernachtungen, was einem Anteil von 1,17 % an Übernachtungen in der Schweiz entspricht.

## Wirtschaftliche Bedeutung

### Wirtschaftsleistung
Der Tourismus allgemein bringt dem Kanton pro Jahr schätzungsweise ca. 400 Millionen Franken ein. Knapp die Hälfte dieses Betrages ist auf Gäste zurückzuführen, welche auch im Thurgau übernachten. Es wird geschätzt, dass sich die genannten 400 Millionen Franken folgendermassen aufteilen lassen: 100 Millionen wurden für die Übernachtungen in den Unterkünften ausgegeben, 150 Millionen Franken für die Verpflegung und weitere 150 Millionen Franken für das Reisen, die Eintritte oder den Gebrauch von Dienstleistungen und dem Tätigen von diversen Einkäufen.

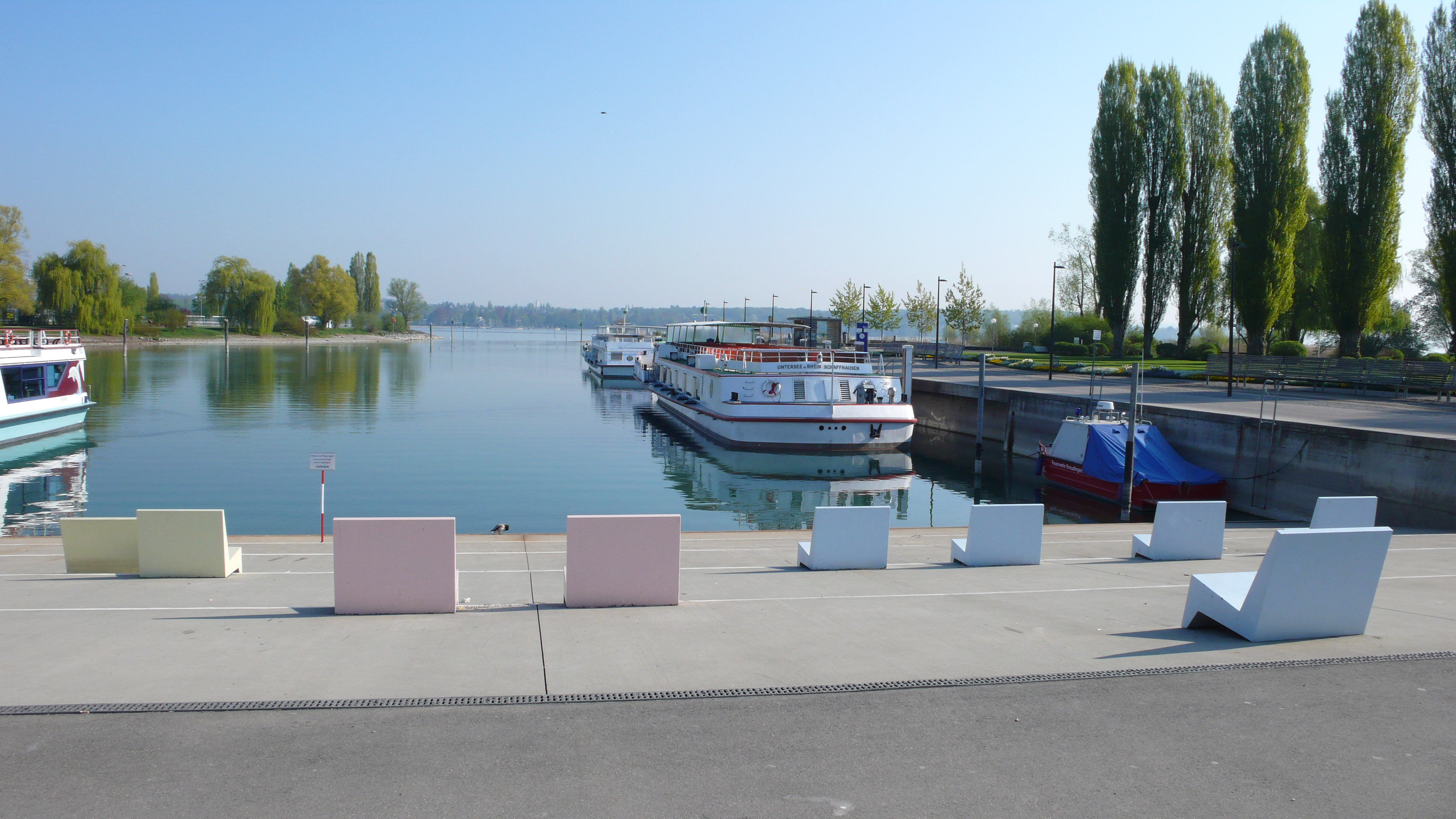
Hafenbecken in Kreuzlingen

Im Kanton Thurgau sind in über 900 Betrieben ca. 4'800 Personen im Tourismussektor beschäftigt. Weitere 500 Mitarbeiter können als Angestellte der Schifffahrtsbetriebe, der Kultureinrichtungen, der Sportanlagen oder der Sehenswürdigkeiten und der touristischen Anziehungspunkte dazugerechnet werden. Selbstverständlich löst der Tourismus auch einen positiven Impuls in den nachgelagerten Wirtschaftszweigen wie der Nahrungsmittelindustrie, dem Baugewerbe oder dem Detailhandel aus. Vor allem in der Landwirtschaft bietet der Tourismus im Kanton Thurgau einen immer wichtigeren Nebenerwerb.
| Jahr | Camping (Touristenplätze) | Ferien auf dem Bauernhof | Schlafen im Stroh | Bed and Breakfast | Jugendherbergen | Gruppenunterkünfte | Ferienwohnungen/-zimmer |
| ---- | ------------------------- | ------------------------ | ----------------- | ----------------- | --------------- | ------------------ | ----------------------- |
| 2005 | 52'968                    | 15'000                   | 2'144             | 7'300             | 19'707          | 38'000             |                         |
| 2006 | 55'853                    | 15'000                   | 1'424             | 6'800             | 18'461          | 39'000             |                         |
| 2007 | 60'740                    | 15'500                   | 1'501             | 7'300             | 19'161          | 39'500             |                         |
| 2008 | 75'435                    | 15'500                   | 1'936             | 7'500             | 19'833          | 40'000             |                         |
| 2009 | 90'000                    | 17'050                   | 1'704             | 7'700             | 20'179          | 38'000             |                         |
| 2010 | 81'550                    | 17'510                   | 1'532             | 7'700             | 20'385          | 41'000             | 150'000                 |

### Übernachtungen
Zwischen November 2015 und April 2016 wurden im Kanton Thurgau insgesamt über 109'500 Übernachtungen gebucht. Das sind insgesamt 2'700 Übernachtungen oder ein Plus von 1,9 % mehr, als gegenüber der Wintersaison 2014/15. Den Hauptteil machen dabei vor allem Schweizer Gäste aus. Ihr Anteil an Logiernächten stieg gegenüber der Wintersaison 2014715 um 2'200 Übernachtungen. An zweiter Stelle stehen  Gäste aus Österreich mit einer Zunahme von +459 Übernachtungen. Die grössten Einbrüche bei den Logiernächtezahlen gab es bei Gästen aus der Slowakei. Bei ihnen musste ein Rückgang von minus 649 Nächten verzeichnet werden. Bei Gästen aus Deutschland wurden mit +8,2 % deutlich mehr Anreisen verzeichnet, doch ihre Aufenthaltsdauer war kürzer, als in der Wintersaison 2014/2015, was in einem Logiernächterückgang resultierte.
Im Jahr 2015 wurde in Thurgauer Hotelbetrieben insgesamt 418'000 Mal übernachtet. Das sind 4,3 % oder 19'000 Logiernächte weniger als im Rekordjahr 2014. Damit fiel der Rückgang im Thurgau etwas grösser aus als in der Gesamtschweiz, wo man mit durchschnittlich −0,8 % Rückgang rechnen muss. Unter anderem dürfte der starke Schweizer Franken nach dem Aufheben des Euro-Mindestkurses Grund für den Rückgang der Logiernächte sein. Dies kann am Rückgang an Gästen aus der Euro-Zone, insbesondere aus Deutschland, gesehen werden. Auch übernachten im Thurgau nur wenige Gäste aus Herkunftsregionen wie Asien oder Amerika, die den gesamtschweizerischen Tourismus stützten. Dies ist aber mit der geringen Werbepräsenz der Region in den betroffenen Gebieten zu erklären.
Die meisten Logiernächte konnten im Jahr 2015 wie erwartet in den Monaten Mai bis September mit monatlich über 38'000 Logiernächte verzeichnet werden.
Die durchschnittliche Aufenthaltsdauer in Thurgauer Hotel- und Kurbetrieben betrug 2015 wie im Vorjahr 2,1 Nächte und liegt damit leicht über dem gesamtschweizerischen Durchschnitt mit 2 Nächten. Sowohl die Betten- als auch die Zimmerauslastung sind im Jahr 2015 im Kanton Thurgau etwas zurückgegangen und lagen bei knapp 31 %. Damit bewegen sie sich deutlich unter den Gesamtschweizer Durchschnitt von 42 % bis 52 %, was allerdings mit dem Charakter als Sommerdestination zu erklären ist.
Der durchschnittliche Jahresverlauf der Thurgauer Übernachtungszahlen in den Hotelbetrieben unterscheidet sich mit einer einmaligen Spitze im Sommer von demjenigen der Gesamtschweiz, welche zusätzlich eine Spitze zur Sommersaison eine in den Wintermonaten Februar und März aufweist.

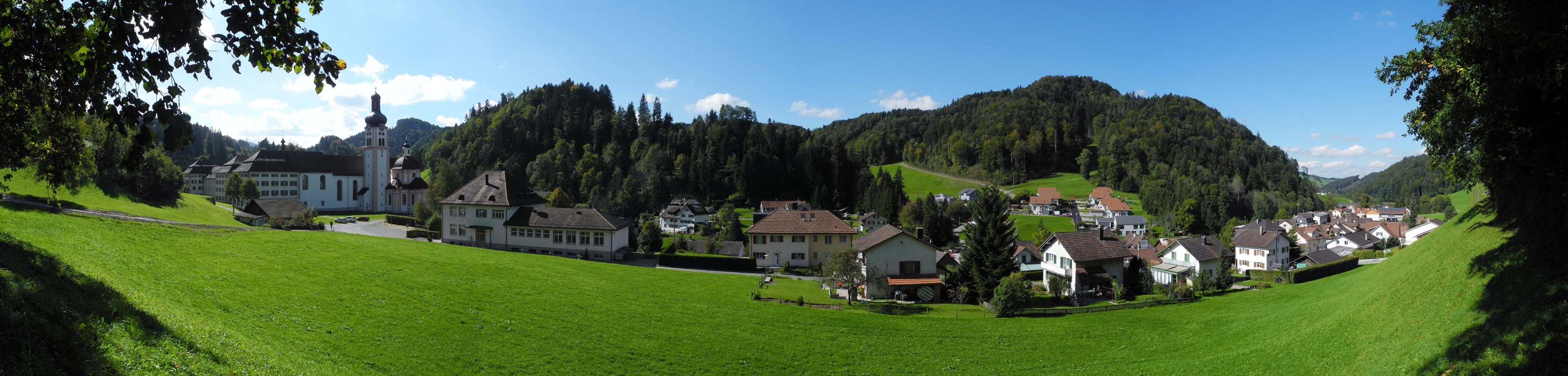
Panoramablick auf das Kloster Fischingen mit dem Dorf Fischingen im Hinterthurgau

Am häufigsten in Hotel- und Kurbetrieben übernachtet wird in der Gemeinde Fischingen im Hinterthurgau, was mit einem grossen Kurbetrieb im Kloster der Gemeinde zu begründen ist. Weiter in der Tabelle folgen an zweiter Stelle Kreuzlingen vor Frauenfeld und Arbon. Besonders häufig wird in den Gemeinden am See übernachtet, wo sich jedoch auch rund die Hälfte der Thurgauer Hotelbetriebe befindet.
| Jahr | Betriebe | Betten | Ankünfte | Logiernächte | Mittlere Aufenthaltsdauer (Nächte) |
| ---- | -------- | ------ | -------- | ------------ | ---------------------------------- |
| 2005 | NA       | 3'762  | 183'709  | 367'820      | 2.0                                |
| 2006 | 134      | 3'668  | 183'015  | 384'440      | 2.1                                |
| 2007 | 134      | 3'518  | 194'199  | 397'317      | 2.0                                |
| 2008 | 130      | 3'461  | 201'371  | 403'123      | 2.0                                |
| 2009 | 129      | 3'576  | 194'259  | 390'890      | 2.0                                |
| 2010 | 131      | 3'648  | 203'755  | 410'622      | 2.0                                |

## Infrastruktur

### Verkehr
Der ganze Kanton ist an das Schweizer Nationalstrassen und Autobahnnetz angehängt. Auch ist beinahe jede Gemeinde im Thurgau durch den öffentlichen Verkehr erschlossen. Die Nähe zur Schweizer Wirtschaftsmetropole Zürich und zum Flughafen Zürich sichern die schnelle Verbindung zu nationalen und internationalen Zielen. Ebenfalls in Reichweite sind die Flughäfen von Friedrichshafen (Deutschland) und St. Gallen-Altenrhein.
Der Kanton ist durch zwei Autobahnen (A1 und A7) sowie zwei Schnellzugachsen (Zürich–Konstanz/Romanshorn und Zürich–St. Gallen) mit den Zentren in der Schweiz und des nahen Auslands (Deutschland und Österreich) verbunden. Die Kantonshauptstadt Frauenfeld und Kreuzlingen besitzen über einen Stadtbus. Zwischen den einzelnen Gemeinden verkehren Regionalbusse und Postautos.

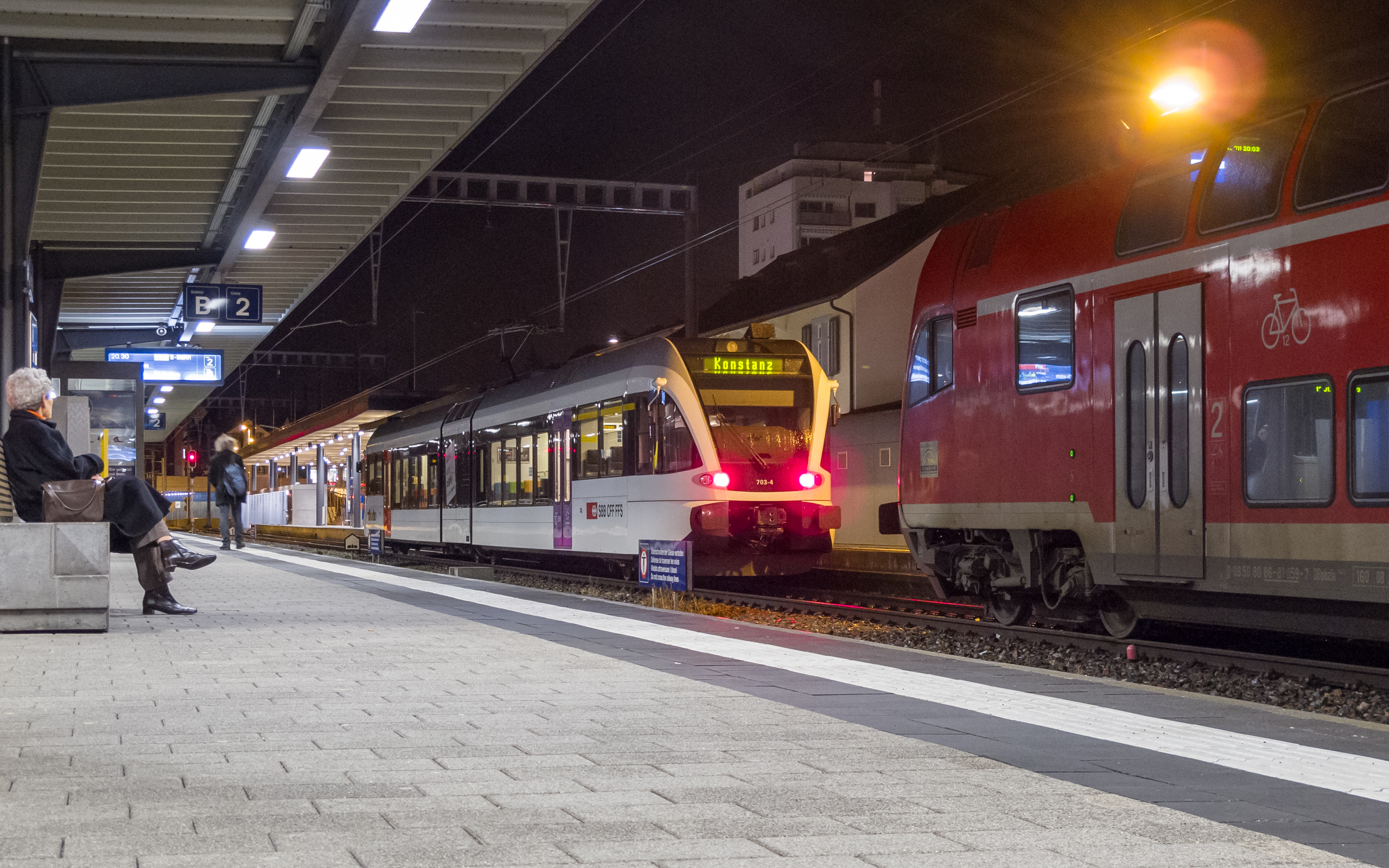
Bahnhof Kreuzlingen

Der Thurgau besitzt über ein gut ausgebautes Velowegnetz. Insbesondere entlang des Bodenseeufers oder der Flüsse existieren teilweise auch ganze Routen. Es existieren auch Wege speziell für Familien mit Kindern oder Senioren. Auch der restliche Langsamverkehr, zu denen unter anderem auch die Wanderwege gehören, ist flächenübergreifend.
Die Schweizerische Bodensee Schifffahrt AG bittet Kursfahrten auf dem Bodensee an. Weiter wir zusammen mit den Bodensee-Schiffsbetriebe eine Fähre zwischen Romanshorn und Friedrichshafen betrieben.

## Tourismusmanagement und Vermarktung
Viele der grösseren Thurgauer Gemeinden, speziell solche in touristisch wichtigen Regionen, besitzen ein eigenes Tourismusbüro, in welchen sich Gäste informieren können und welche auch für die Vermarktung der jeweiligen Region zuständig sind. Der  Tourismusverband des Kantons "Thurgau Tourismus" ist zudem für das Marketing zuständig, welches den ganzen Kanton bewirbt. So zum Beispiel im Juli 2016 als der Kanton für zwei Tage eine eigene Botschaft im Berner Diplomatenviertel eröffnete. Während der Veranstaltung wurden auch Thurgauer Pässe vergeben, welche Gutscheine für Ausflugsziele und Hotels in der Region enthielten.
Durch Aktionen wie die Wahl der Thurgauer Apfelkönigin, welche den Kanton jeweils an Messen und anderen öffentlichen Auftritten vertritt und jährlich an der WEGA in Weinfelden gewählt wird, oder als Gastkanton an der OLMA Schweizer Messe für Landwirtschaft und Ernährung in St. Gallen wirbt der Kanton um Aufmerksamkeit als Feriendestination.

## Touristenattraktionen und Sehenswürdigkeiten
Die Landschaft des Kantons bildet den Hauptanziehungspunkt für Feriengäste. Der Kanton Thurgau liegt im Dreiländereck Schweiz-Deutschland-Österreich und ist eingebettet zwischen den Voralpen und dem Bodensee. Diese Lage ist verantwortlich für die grossen landschaftlichen Unterschiede zwischen den Regionen. Besonders dominiert wird das Landschaftsbild neben Mischwäldern, dem See aber von grossflächigen grünen Hügellandschaften, durch welche Flüsse und Bäche fliessen. Zu den wichtigsten zählen dabei wohl die Thur, die Sitter oder die Murg. Da der Boden sehr fruchtbar ist, haben sich auch viele Landwirtschaftsbetriebe, welche vor allem Obstbau betreiben, im Kanton niedergelassen. Besonders im Frühling und Sommer kommen viele Gäste in den Thurgau um die blühenden Obstbäume zu bewundern.

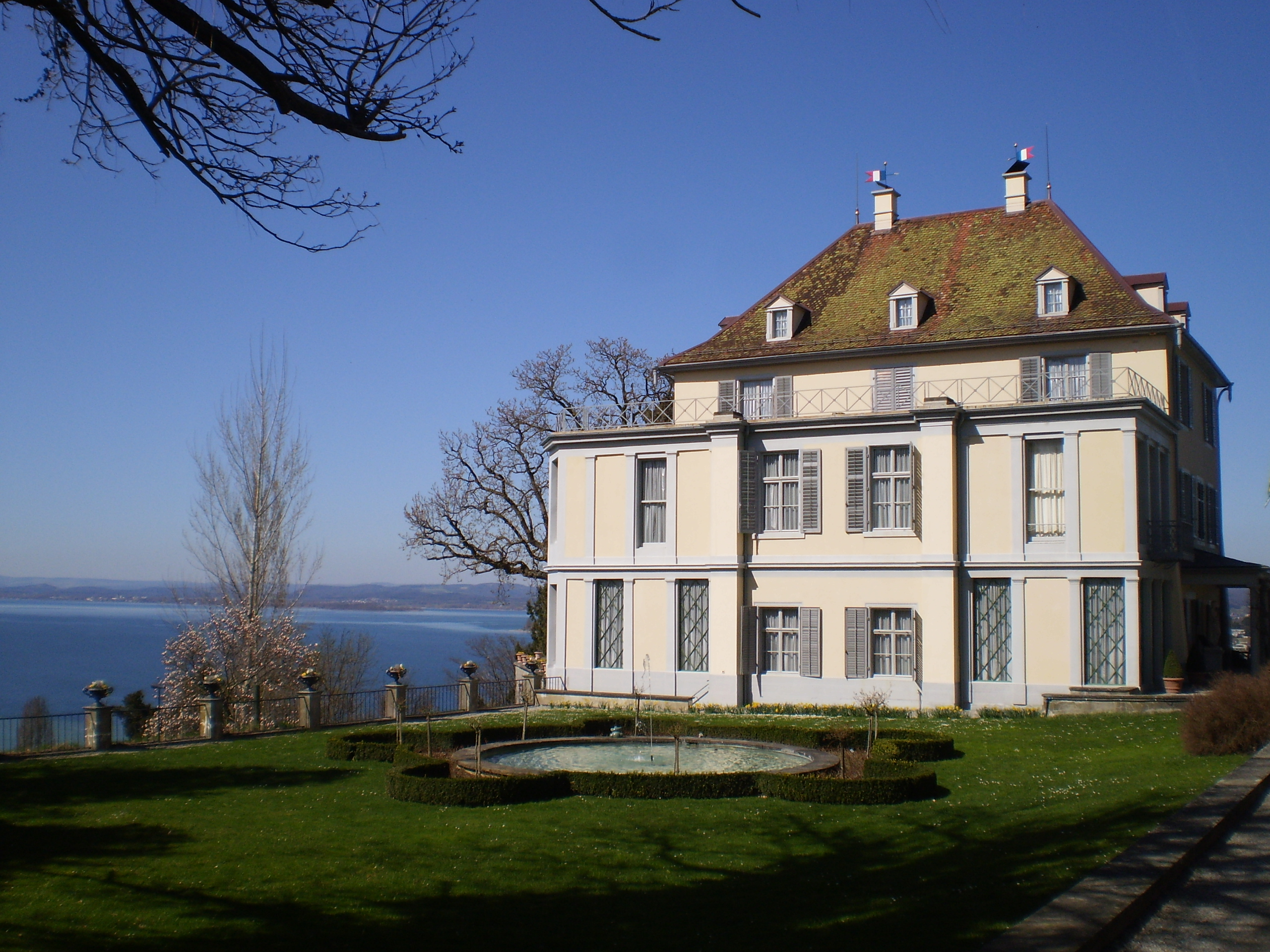
Schloss Arenenberg mit Blick auf den Untersee

Auch Thurgauer Städte ziehen Gäste aus dem In- und Ausland an. Viele von ihnen besitzen einen historischen Dorfkern mit bedeutender Architektur oder haben eine anderweitige, teilweise auch kulturelle Bedeutung. Auch gibt es einige gut erhaltene Burgen und Schlösser im Kanton, welche auch besucht werden können. Dazu gehört unter anderem das Schloss Frauenfeld, welches das historische Museum des Kantons beherbergt oder das Schloss Arenenberg, welches vor allem bekannt wurde, da es während einiger Zeit von Napoleon III. bewohnt wurde und heute ebenfalls ein Museum ist.
Ebenfalls gibt es im Kanton Sehenswürdigkeiten und Touristenmagnete, die für die Region und die ganze Schweiz von Bedeutung sind, und die Wichtigkeit des Kantons als Feriendestination bestätigen. Nachfolgend eine Auswahl an Sehenswürdigkeiten, Attraktionen, Veranstaltungen und Brauchtümer, welche besonders anziehend für Touristen sein können.

### Kartause Ittingen

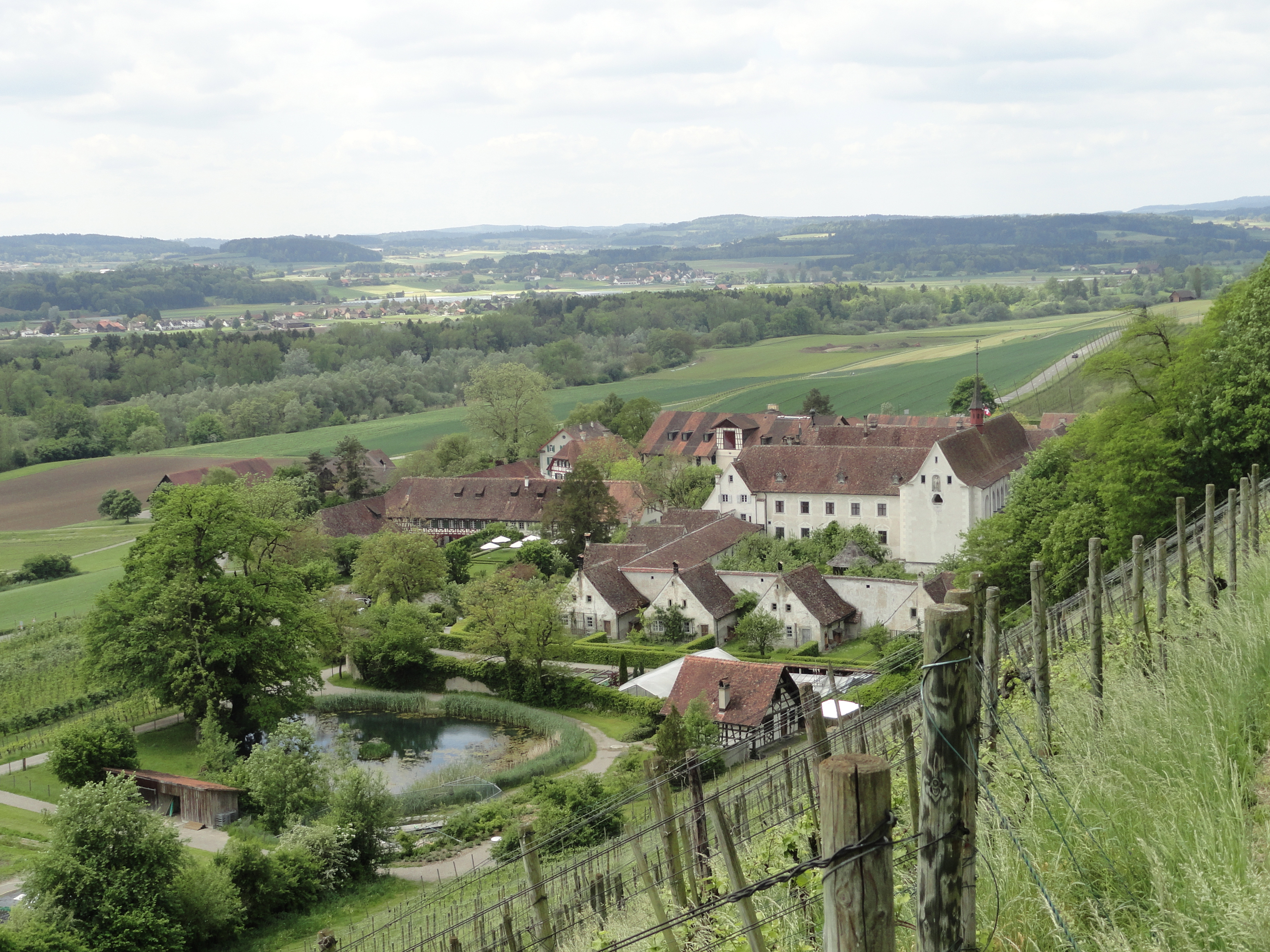
Kartause Ittingen mit von Rebstöcken gesäumter Umgebung

Das im 12. Jahrhundert gegründete Augustiner- und spätere Kartäuserkloster in Warth einige Kilometer nördlich von Frauenfeld ist eines der meistbesuchten Attraktionen des Kantons.

### Conny-Land

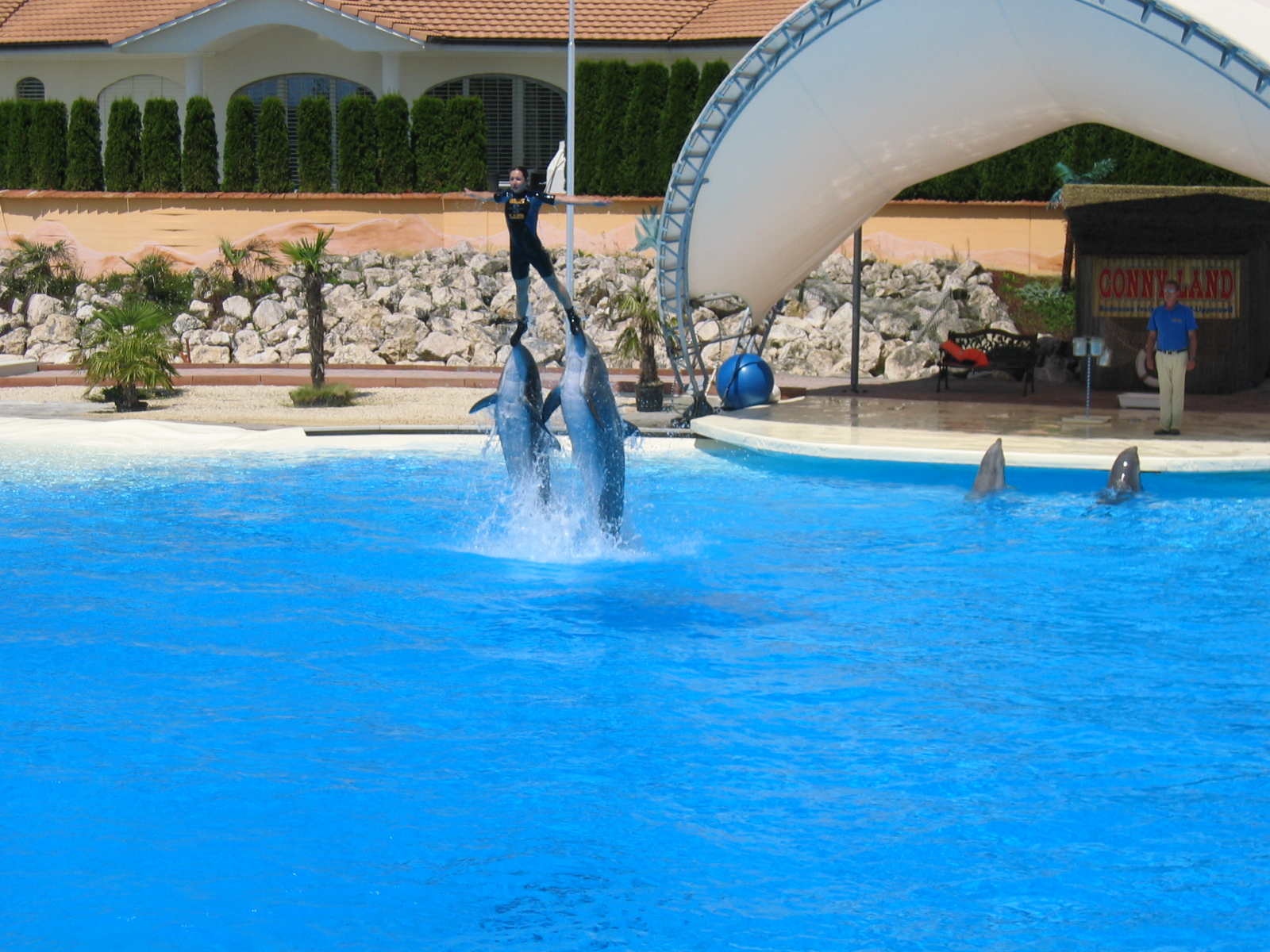
Delfinshow im Conny-Land

Das Conny-Land ist mit über 350'00 Besuchern pro Jahr der grösste und auch meistbesuchte klassische Freizeit- und Vergnügungspark der Schweiz. Er befindet sich in der Gemeinde Lipperswil im Mittelthurgau.

### Jakobsweg
Der Jakobsweg, welcher von Konstanz nach Santiago de Compostela geht, führt auch durch den Kanton Thurgau. Der Streckenabschnitt Konstanz-Einsiedeln wird auch "Schwabenweg" genannt.

### Messen im Kanton
Im Kanton gibt es mehrere Messen, besonders bekannt sind dabei die Messen in Weinfelden mit über 125'000 Besuchern. In der Ortschaft finden über das ganze Jahr verteilt die Weinfelder Gewerbeausstellung WEGA, die Wein- und Gourmetmesse Schlaraffia, die Baumesse Inhaus und die Altersmesse 50plus statt.

## UNESCO-Weltkulturerbe im Kanton Thurgau
Ein Tourismusmagnet im Kanton sind die Überreste historischer Pfahlbauten am Bodensee, welche zum UNESCO-Weltkulturerbe zählen. Die Fund- und Ausgrabungsorte, welche alle beschildert sind, befinden sich in den Ortschaften Arbon, Eschenz, Hüttwilen und Gachnang.